# 參卜郎千戶所
参卜郎千户所，是明朝藏区土司机构名称，在今四川。
参卜郎千户所在今四川省理塘县北。元朝为吐蕃等路宣慰司治。元英宗至治三年（1323年），吐蕃参卜郎部酋长班术儿对元朝廷不满，劫杀使臣，后起兵与元军对抗。泰定帝泰定二年（1325年）初，班术儿投降。明朝为参卜郎千户所。